# 3 Chains o' Gold
3 Chains o' Gold è un film direct-to-video uscito il 16 agosto 1994, prodotto e diretto da Prince e interpretato da Prince and The New Power Generation. Si tratta di una collezione di video, legati insieme con una trama allentata. Il film è stato il video al 69th best-selling del 1994.

## Trama
La storia inizia con l'assassinio del padre della principessa egiziana Mayte eseguito da sette ignoti. Mayte ritiene che gli assassini erano dopo i sacri "3 Chains of Gold". Si propone di soddisfare con Prince, come lei crede che sia l'unico che può proteggere le catene dai sette assassini. Quello che segue è una storia d'amore tra Prince e Mayte, e Prince organizza l'assassinio degli assalitori (accompagnato dalla canzone "7").

## Epilogo
Alla fine del film, prima dei titoli di coda, c'è una spiegazione del cambio di nome, attribuendolo al desiderio di Prince di essere "rinato" e cominciare una vita perfetta:

Upon the seventh day of the sixth month

Nineteen hundred and ninety-three

Marking the beginning and ending of cycles of creation

Prince, reaching the balance of thirty-five years,

Put into practice the precepts of perfection:

Voicing bliss through the freedom of being one's self

Incarnating the New Power Generation into

The close of the six periods of involution giving

Birth upon himself to regenerate his name as (the Love Symbol)

For in the dawn, all will require no speakable name

To differentiate the ineffible one that shall remain.

Traduzione:

Dopo il settimo giorno del sesto mese

millenovecento e novantatré

che segna l'inizio e la fine dei cicli di creazione

Prince, raggiunge l'equilibrio di 35 anni,

Mettere in pratica i precetti della perfezione:

Esprimere la beatitudine attraverso la libertà di essere se stessi

Incarnare il New Power Generation in

La fine dei sei periodi di involuzione che danno

nascita su di sé per rigenerare il suo nome (il simbolo dell'amore)

Per all'alba, tutto richiederà nessun nome dicibile

Per differenziare quella ineffabile che resta.

## Film e album
Il film è stato accompagnato dall'album Love Symbol, tuttavia, non tutte le canzoni dell'album appaiono nel film, e alcune delle canzoni sono versioni modificate. La Title song del film è solo strumentale ed è alla fine. Tuttavia, alcuni dei dialoghi dall'album appaiono nel film (una telefonata da un giornalista, interpretato da Kirstie Alley, a Prince). Il discorso finale del film (realizzato da Mayte) non appare nell'album, invece c'è al suo posto un'altra telefonata.
Le canzoni che appaiono nel film sono:
- "My Name Is Prince"
- "Sexy MF"
- "Love 2 the 9s"
- "The Morning Papers"
- "The Max"
- "Blue Light"
- "I Wanna Melt with U"
- "Sweet Baby"
- "The Continental"
- "Damn U"
- "7"
- "The Call"